# Aston Martin DB3
Aston Martin DB3 і пізніше DB3S були спортивними гоночними автомобілями, виготовленими в 1950-х роках. Незважаючи на те, що вони використовували деякі деталі DB2, вони були зовсім іншими, були розроблені спеціально для гонок. Оригінальні модифікації були зроблені колишнім інженером Auto Union Ебераном фон Еберхорстом, хоча пізнішою роботою DB3S займалися інші.

## DB3
DB3 був представлений в 1951 році з 2,6-літровим шестициліндровим двигуном Lagonda потужністю 133 к.с. (99 кВт) від DB2 Vantage. Автомобіль виявився невдалим, тому в червні 1952 р. був представлений більший двигун об’ємом 2,9 л, потужністю 163 к.с. У травні 1952 року автомобіль був розміщений на 2, 3 і 4 місцях у Сільверстоуні (з двигуном 2,6 л) позаду Jaguar C-Type. Автомобілі були витіснені з Ле-Мана, але все ж таки взяли участь у 9-годинній гонці в Гудвуді.
У 1953 році DB3, яким керував Парнелл/Абекассіс, посів 2-е місце на Sebring 12 Hours, першій гонці Чемпіонату світу зі спортивних автомобілів, поступаючись Cunningham CR4, а потім у другому раунді на Mille Miglia, Редж Парнелл довів DB3 до 5-го місця, найвища позиція, яку коли-небудь досягав британський спортивний автомобіль в італійській класиці. Потім автомобіль був замінений на DB3S.

## DB3S
DB3S був полегшеною версією автомобіля, представлений в 1953 році. Він був дещо успішнішим і випускався до 1956 року. Автомобіль комплектувався двигуном Lagonda об’ємом 3,0 л.
Спочатку також були побудовані дві версії купе.
У 1956 році DB3S був замінений на DBR1, який здобув перемогу в 24 годинах Ле-Мана 1959 року.